# لانس غان
لانس غان (بالإنجليزية: Lance Gunn)‏ هو لاعب كرة قدم أمريكية أمريكي، ولد في 9 يناير 1970 في Whiteman Air Force Base ‏ في الولايات المتحدة.

## وصلات خارجية
- لانس غان على موقع مرجع كرة القدم المحترفة.كوم (الإنجليزية)